# Canon EF-M 18-55mm f/3.5-5.6 IS STM
El Canon EF-M 18-55mm f/3.5-5.6 IS STM és un objectiu zoom normal amb muntura Canon EF-M.
Aquest, va ser anunciat per Canon el 23 de juiol de 2012, amb un preu de venta suggerit de 299€.
Aquesta, és la primera òptica presentada per Canon de la sèrie EF-M.
La seva distància focal de 18-55mm té el mateix camp visual en una càmera EOS de la sèrie M que una lent de 29-88mm en una càmera de fotograma complet.

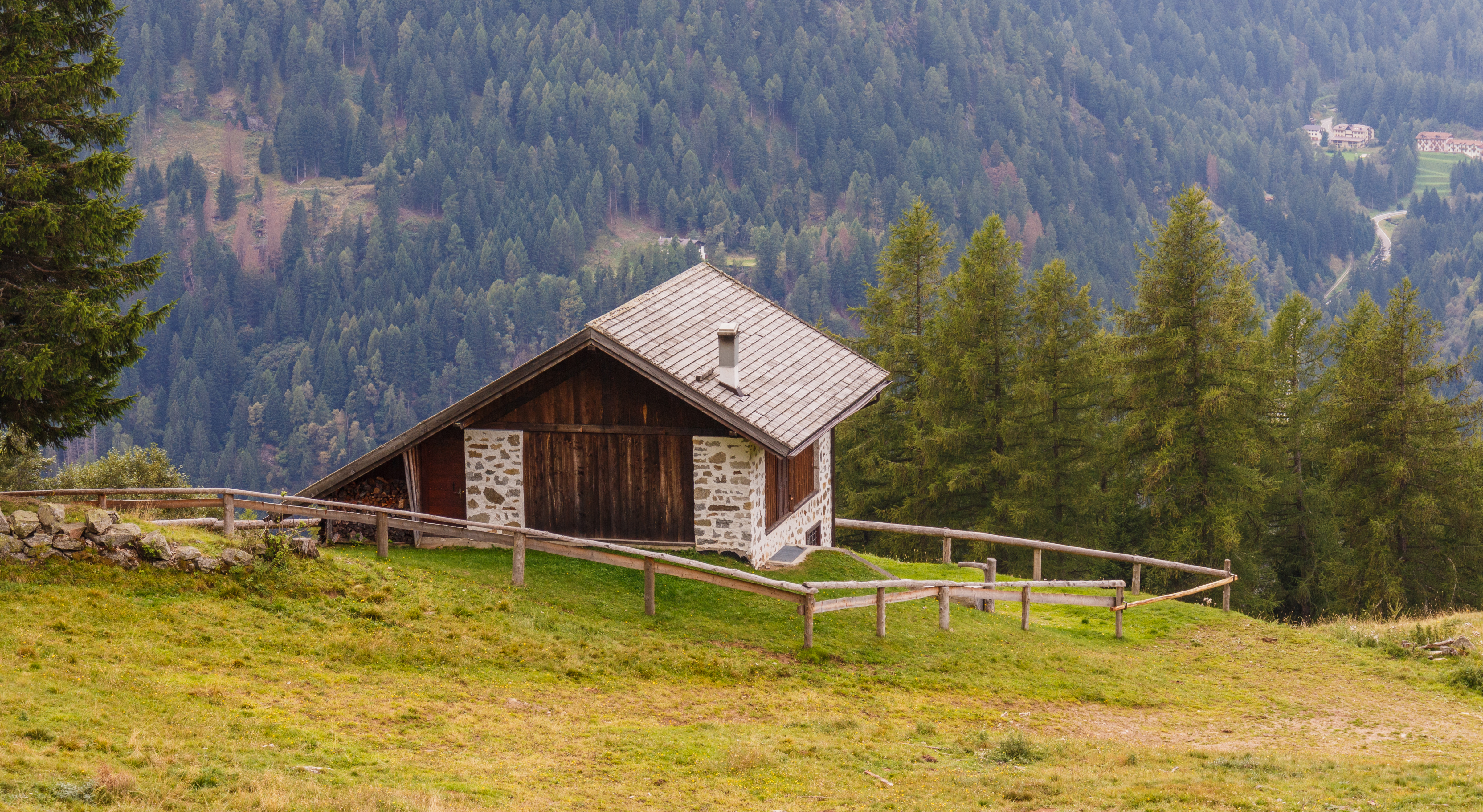
Paisatge fotografiat a 55mm amb el Canon EF-M 18-55mm f/3.5-5.6 IS STM

## Característiques
Les seves característiques més destacades són:
- Distància focal: 18-55mm
- Obertura: f/3.5 - 22 (a 18mm) i f/5.6 - 38 (a 55mm)
- Motor d'enfocament: STM (Motor d'enfocament pas a pas, silenciós)
- Estabilitzador d'imatge de 4 passes
- Distància mínima d'enfocament: 25cm
- Rosca de 52mm
- Distorisió òptica a 18mm de -3,76% (tipus barril) i a 45mm de 0,048% (tipus coixí)[5]
- A 18mm i f/3.5 l'objectiu ombreja les cantonades més d'un pas i mig de llum, però aquest efecte es veu rebaixat a f/11 amb poc més d'un pas. A 55mm i f/5.6 l'objectiu ombreja les cantonades més de mig pas de llum, però aquest efecte es veu rebaixat a f/11 on és gairebé inapreciable.
- A partir de f/5.6 és on l'objectiu dona la millorar qualitat òptica i menys distorsiona les cantonades.[5]

## Construcció
- La muntura, canó i anell de filtre son de plàstic[2]
- El diafragma consta de 7 fulles, i les 13 lents de l'objectiu estan distribuïdes en 11 grups.[1]
- Consta de 3 elements asfèrics[1]

## Accessoris compatibles[6]
- Tapa E-52 II
- Parasol EW-54
- Filtres de 52mm
- Tapa posterior EB
- Funda LP814